# Riella pampae
Riella pampae là một loài rêu trong họ Riellaceae. Loài này được Hässel de Menéndez mô tả khoa học đầu tiên năm 1979.